# 8.º Regimiento de Marines
El 8.º Regimiento de Marines es un regimiento de infantería de marina del Cuerpo de Marines de los Estados Unidos. El regimiento está acuartelado en Camp Lejeune, Carolina del Norte y están bajo el mando de la 2.ª División de Marines y la II Fuerza Expedicionaria de Marines.

## Unidades subordinadas
El regimiento está comprendido por cuatro  batallones de infantería y una compañía cuartel general:
- Compañía Cuartel General 8.º Regimiento de Marines (HQ/8)
- 1.er Batallón 8.º Regimiento (1/8)
- 2.º Batallón 8.º Regimiento (2/8)
- 3.er Batallón 8.º Regimiento (3/8)
- 1.er Batallón 9.º Regimiento (1/9)

## Historia

### Años iniciales
El 8.º Regimiento fue formado el 9 de octubre de 1917, en la Base del Cuerpo de Marines de Quantico, Virginia durante el aumento de fuerzas para la Primera Guerra Mundial. Mientras entrenaban para la guerra, el comando fue transferido a Fort Crockett, Texas para proteger los campos petrolíferos mejicanos que se encontraban cerca. Al regimiento se le unió el 9.º Regimiento de Marines para formar la 3.ª Brigada de Marines; la primera Fuerza de Base de Avanzada de la Primera Guerra Mundial. Como tal, los marines fueron mantenidos en reserva para establecer y defender las bases navales en el Océano Atlántico o las Indias Occidentales, si hubiera sido necesario. El 8.º Regimiento de Marines fue desactivado en el Astillero Naval de Filadelfia el 25 de abril de 1919.
Un año más tarde, el regimiento fue reactivado para prestar servicio en Haití donde los marines combatieron a los Cacos desde 1914. A través de sistemáticos patrullajes que culminaron en varios combates breves y violentos, el 8.º Regimiento eliminó el bandidaje haitiano que había durado más de 100 años. Con su misión completada, el 8.º Regimiento  fue desactivado nuevamente en el año 1925.

### Segunda Guerra Mundial
En el año 1940 el regimiento fue formado nuevamente en San Diego, California. Fue el primer regimiento de los marines en ser desplegado a las aguas del Océano Pacífico (Samoa). Después de diez meses de entrenamiento en la jungla, mientras se encontraba defendiendo las Islas de Samoa, el regimiento zarpó para reforzar a la 1.ª División de Marines que se encontraba combatiendo en  Guadalcanal. Mientras estuvo allí, el 8.º Regimiento ganó su primera  Mención Presidencial de Unidad. Cuando el 8.º llegó a Guadalcanal ellos aún estaban usando el casco de transición Kelly.
Después de unirse a la 2.ª División de Marines en Nueva Zelanda, el 8.º Regimiento pasó varios meses preparándose para la Batalla de Tarawa. En 76 horas de los combates más sangrientos de la historia estadounidense, los marines capturaron esa isla y abrieron la puerta al imperio japonés. Por su valiente desempeño, el 8.º Regimiento recibió su segunda Mención Presidencial de Unidad.
Después de un período de reacondicionamiento en Hawái, el 8.º Regimiento zarpó en dirección a las Islas Marianas, para participar en las batallas de Saipán y de Tinian, capturando bases claves para llevar a cabo la guerra aérea contra Japón. Más tarde, reforzados con artillería, el regimiento se unió a la 1.ª y a la 6.ª divisiones en la batalla de Okinawa.

### Años posteriores a la guerra
En la década de 1980 el 2.º Batallón 8.º Regimiento participó en la Invasión de Granada, una operación para rescatar estudiantes estadounidenses. Inmediatamente después de salir de Granada, el 2.º Batallón continuó su despliegue para unirse a la Fuerza Multi-Nacional de Mantenimiento de Paz en Beirut, Líbano. Ellos se retiraron de Beirut el 26 de febrero de 1984, finalizando sus deberes como parte de esa fuerza y reasumió su compromiso en la Fuerza de Desembarco del Equipo de Desembarco de Batallón de la Sexta Flota.
Entre diciembre de 1990 a abril de 1991 el 8.º Regimiento participó en la  Operación Desert Shield y en la Operación Tormenta del Desierto en Arabia Saudita y Kuwait. El 2.º Batallón 8.º Regimiento participó en la Operación Provide Comfort realizada en el norte de Irak entre abril y julio de 1991.

### Guerra Global contra el Terrorismo

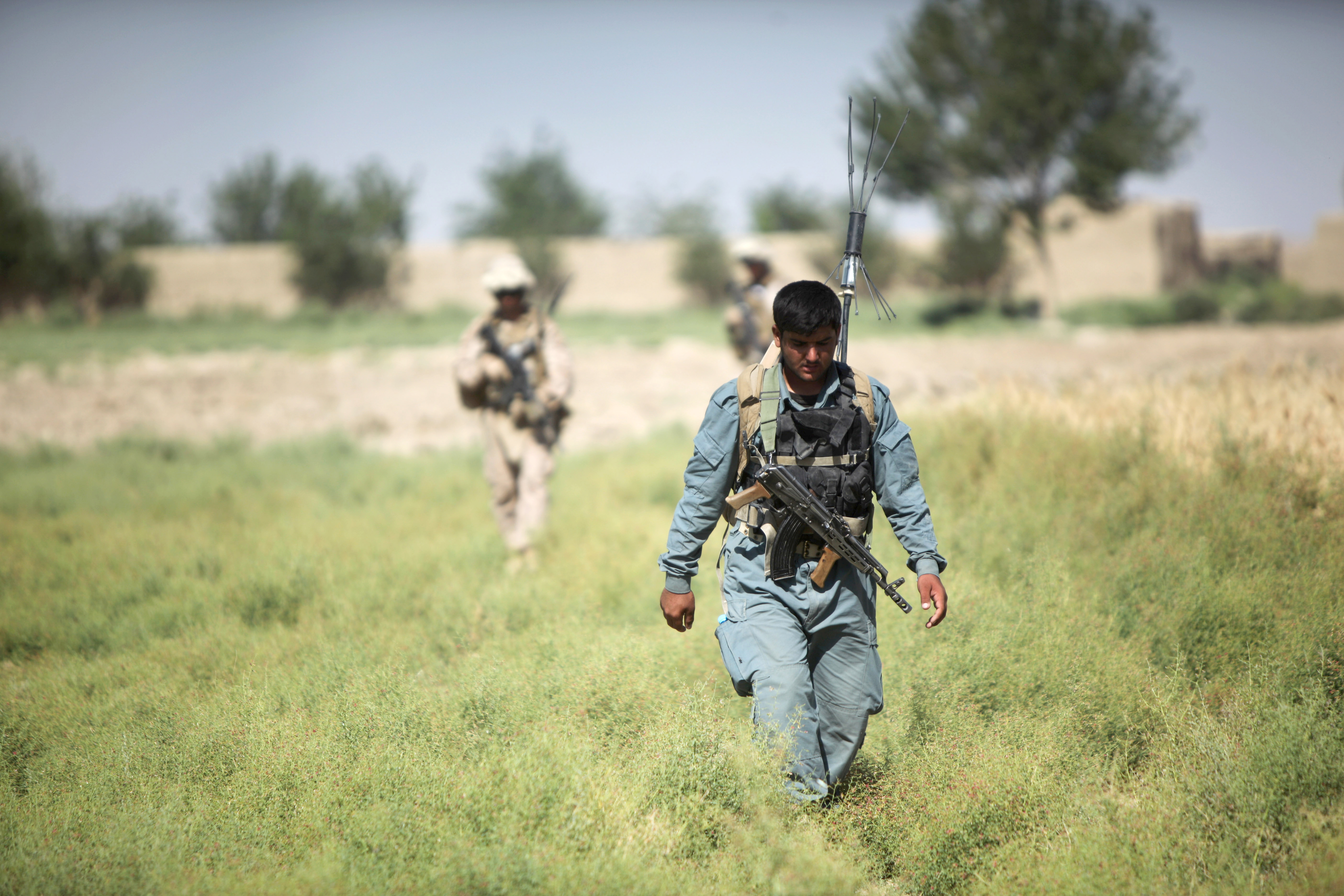
Compañía Kilo, Batallón, 8.º Regimiento, junto con la Policía Nacional Afgana, patrullan el Distrito de Garmsir, Provincia de Helmand, Afganistán, 1 de junio de 2012.

El 8.º Regimiento se desplegó en apoyo de la Operación Iraqi Freedom en febrero de 2005. Ellos operaron alrededor de la ciudad de Faluya, Irak. Los infantes de marina aseguraron la ciudad previo a las elecciones nacionales de diciembre de 2005.
El 8.º Regimiento se redesplegó a Irak en enero de 2009, tomando la responsabilidad de la parte occidental de la Provincia de Al-Anbar desde el 5.º Regimiento de Marines. Durante este periodo, el RCT-8 continuó y completó el retiro principal de equipamiento desde Irak, y también continuó operaciones de asuntos civiles para estabilizar el área de operaciones. Debido a la reducción de fuerzas ocurrida en todo el país, el despliegue del RCT-8 fue acortado y les fue ordenado redesplegarse a su base en Estados Unidos en septiembre de 2009, en lugar de hacerlo en enero de 2010, la fecha originalmente prevista.
El 7 de enero de 2011, el Departamento de Defensa de Estados Unidos anunció oficialmente que el RCT-8 sería desplegado a principios de 2011 en Afganistán durante aproximadamente un año en apoyo de la Operación "Libertad Duradera".

## Galardones de la unidad
Una mención o encomio de unidad es un galardón que es otorgado a una organización por la acción citada. A los miembros de la unidad que participaron en dichas acciones se les permite usar en sus uniformes dichos galardones como  distintivos de cinta. Adicionalmente la unidad está autorizada a colocar los gallardetes apropiados en la bandera de la unidad. Al 8.º Regimiento le han sido otorgadas las siguientes distinciones:
| Gallardete | Cinta       | Galardón                                                                 | Año(s) | Información adicional |
| ---------- | ----------- | ------------------------------------------------------------------------ | ------ | --------------------- |
|            | Bronze star | Mención Presidencial de Unidad (Armada y Cuerpo de Infantería de Marina) |        |                       |